# Frais
Frais település Franciaországban, Territoire de Belfort megyében. Lakosainak száma 237 fő (2022. január 1.). Frais Fontaine, Bessoncourt, Foussemagne, Petit-Croix és Phaffans községekkel határos.

## Népesség
A település népességének változása:
| Lakosok száma | 227  | 212  | 213  | 219  | 230  | 240  | 237  | 240  | 237  |
|               | 2013 | 2015 | 2016 | 2017 | 2018 | 2019 | 2020 | 2021 | 2022 |